# Дойче Телеком
Deutsche Telekom (Дойче Телеком) е телекомуникационна компания, основана в Бон, Германия. Тя е най-голямата телекомуникационна група в Германия и Европейския съюз и трета в света.
Основана е през 1996 г., след като тогавашният държавен монополист Deutsche Bundespost („Германски пощи“) е приватизиран. Сред основните акционери са Германското правителство (32% от акциите през 2006 г.) и американската Blackstone Group (4,5%).
На 13 ноември 2006 г. Deutsche Telekom посочва Рене Оберман за наследник на Кай-Уве Рике, който подава оставката си като главен изпълнителен директор 1 ден по-рано и 1 г. преди да изтече мандатът му.
Според анализатори Рике, който заменя на този пост в германския телеком свален директор през 2002 г., е упрекван, че не „ремонтира“ Deutsche Telekom достатъчно бързо, така че да удовлетвори американците от Blackstone Group и правителството. Съкращенията, които той прави, влошават отношенията му с работниците, а само за 3 мес. в края на 2005 г. компанията губи 500 000 клиенти. От 1 януари 2014 г. CEO на компанията става Тимотеус Хьотгес (Timotheus Höttges).

## Дъщерни компании
Основните дъщерни компании на Deutsche Telekom към 2022 г. са:
- Telekom Deutschland GmbH (Германия, 100 %)
- T‑Systems International GmbH (Германия, 100 %)
- T‑Mobile US, Inc. (США, 48,14 %)
- Hellenic Telecommunications Organization S.A. (Гърция, 50,86 %)
- Hrvatski Telekom d.d. (Хорватия, 53,02 %)
- Magyar Telekom Telecommunications PLC (Унгария, 61,39 %)
- Slovak Telekom a.s. (Словакия, 100 %)
- T‑Mobile Austria Holding GmbH (Австрия, 100 %)
- T‑Mobile Czech Republic a.s. (Чехия, 100 %)
- T‑Mobile Polska S.A. (Полша, 100 %)

Deutsche Telekom е представен в повече от 50 страни по света, като присъства на повечето важни пазари в Европа, Азия и Америка.
През 2005 г. компанията навлиза и в Източна Европа чрез унгарското си подразделение Magyar Telekom. След серия от сделки същата година унгарският телеком придобива компаниите „МакТел“ и „Мобимак“ (вече T-Mobile) в Северна Македония, „Черногорски телеком“, „Орбител“ в България и Combridge в Румъния. През 2008 г. Deutsche Telekom закупува 25% от гръцкия оператор OTE с опция за закупуване на основния пакет през следващите години. По този начин компанията затвърждава присъствието си в Източна Европа вече и сред мобилните оператори с Cosmote в Гърция и Румъния, „Глобул“ в България и AMC в Албания.
През 2013 Deutsche Telekom продава 70% от дъщерната си компания Scout24 Holding GmbH на компанията Hellman & Friedman за сумата от 2 милиарда евро. Извършването на сделката е осъществено в началото на 2014 г. В концерна Deutsche Telekom компанията Scout24 се утвърждава най-вече с основна дейност на двата Интернет-портала ImmobilienScout24 и Autoscout24